# Jordan Road

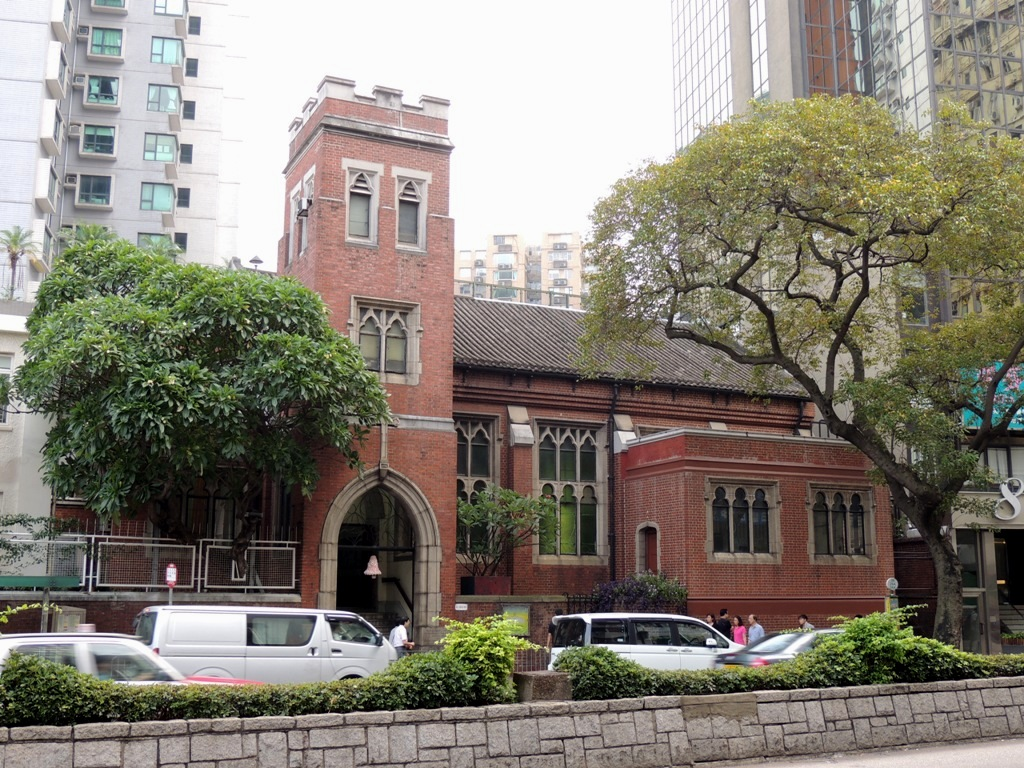
La Kowloon Union Church, en el número 4 de Jordan Road. Construida en 1930-1931, actualmente es un edificio histórico de grado I.

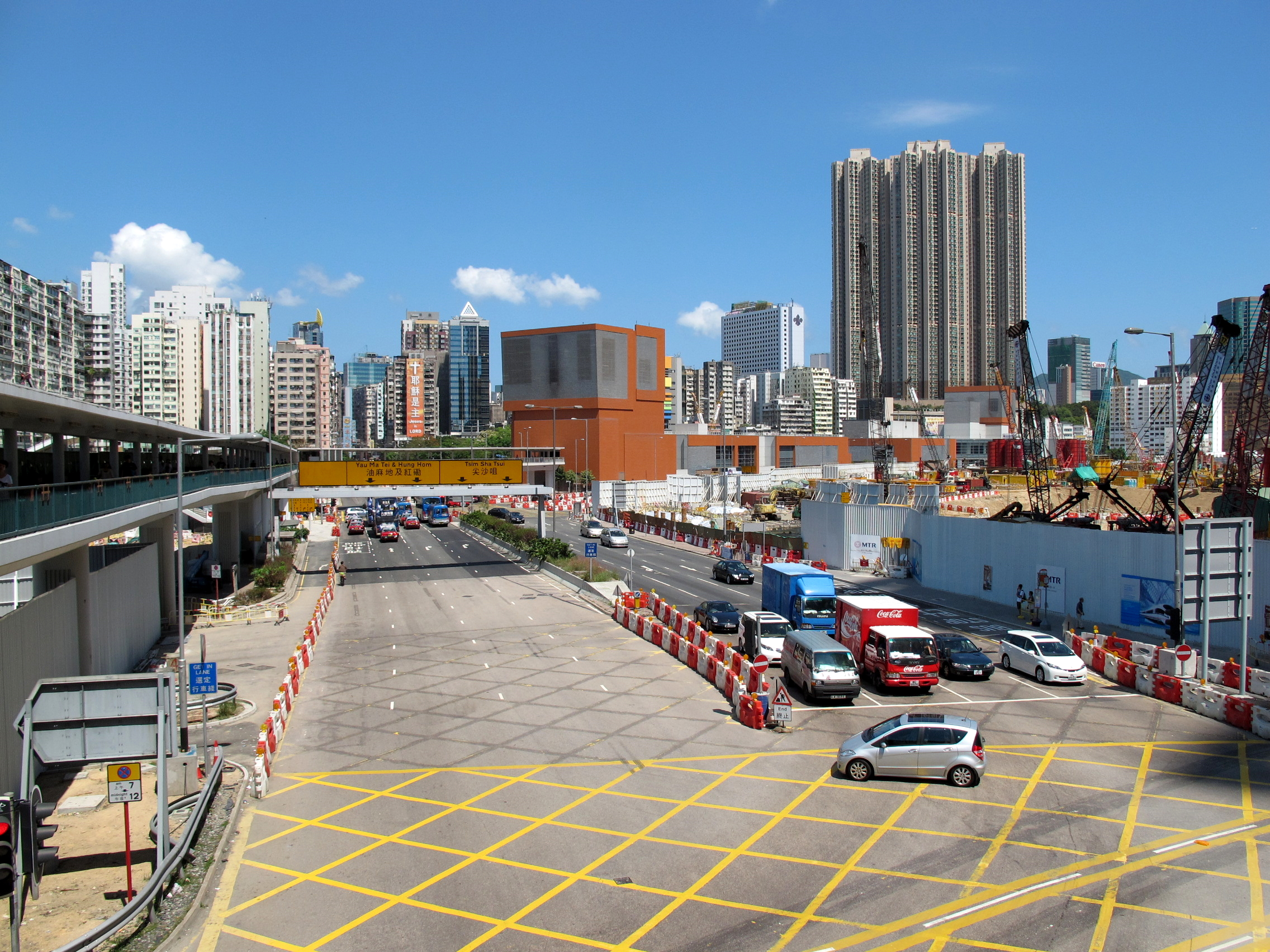
Jordan Road en West Kowloon.

Jordan Road es una calle situada en Jordan, Kowloon, Hong Kong. Se extiende desde la West Kowloon Highway en West Kowloon hasta Ferry Point y Gascoigne Road y es una importante arteria este-oeste del sur de Kowloon.

## Historia
Jordan Road, conocida antiguamente como Sixth Street o Calle Sexta, recibió su nombre actual mediante una orden publicada por el gobierno en marzo de 1909. En mayo de 1909, Gascoigne Road South también fue fusionada en la nueva Jordan Road. Según una carta al editor publicada en el South China Morning Post el 31 de mayo de 1909, Jordan Road, al igual que varias otras calles de la misma zona que fueron llamadas en honor a diplomáticos británicos, fue renombrada en honor a Sir John Jordan, el entonces ministro plenipotenciario del Reino Unido en China. La historia sugerida por algunas fuentes chinas de que la calle recibió su nombre en honor al patólogo británico G. P. Jordan, que trabajó como oficial de salud en Hong Kong durante casi treinta años, era realmente un mito.
En 1908, se construyó un obelisco de piedra como memorial a los marineros franceses del torpedero Fronde, que se había hundido en el tifón de 1906. Situado originalmente en la esquina con Gascoigne Road, el monumento se trasladó posteriormente al cementerio colonial del Happy Valley. Antes de la inauguración del Cross-Harbor Tunnel en 1972, la única manera de transportar automóviles desde Kowloon hasta la isla de Hong Kong era a través de ferries como los que partían de Jordan Road. Originalmente una calle tranquila y suburbana, desde los años cincuenta del siglo xx Jordan Road y sus alrededores se han convertido en una de las zonas más densamente pobladas de Kowloon.

## Muelle deferries
Al final de la calle, en Ferry Point, estaba el muelle de ferries de Jordan Road, desde donde partían los ferries que transportaban pasajeros y vehículos a Central, en la isla de Hong Kong. Hasta la finalización del Cross-Harbour Tunnel, era un importante nodo del transporte que conectaba con la isla de Hong Kong. Había también una importante estación de autobuses cerca del muelle, que albergaba muchas rutas hacia los Nuevos Territorios. Tras la finalización de la mayor parte de las tierras ganadas al mar en West Kowloon, la estación de autobuses se trasladó a la cercana estación de autbuses de Jordan en Wui Cheung Road, en las nuevas tierras ganadas al mar. En 2011-2012, esta estación cerró sus puertas y la mayor parte de sus rutas fueron trasladadas a la estación de To Wah Road, algunas de las cuales conducen a la estación de Hung Hom, cerca de la estación de Kowloon del Metro de Hong Kong. Estos factores hacen de Jordan Road un importante nodo de la red de transporte de la ciudad.

## Estación
La estación de Jordan del Metro de Hong Kong recibe su nombre de Jordan Road, y se encuentra entre Yau Ma Tei y Tsim Sha Tsui. El nombre de la estación se usa con tanta frecuencia que ha sustituido gradualmente el nombre tradicional del barrio, Kwun Chung.